# Wimbledon Championships 2017
Die 131. Wimbledon Championships waren das dritte von vier Grand-Slam-Turnieren der Saison, den am höchsten dotierten Tennisturnieren. Sie fanden vom 3. Juli bis 16. Juli 2017 in London statt. Ausrichter war der All England Lawn Tennis and Croquet Club.
Titelverteidiger im Einzel waren Andy Murray bei den Herren sowie Serena Williams bei den Damen. Im Herrendoppel waren Pierre-Hugues Herbert und Nicolas Mahut, im Damendoppel Serena und Venus Williams die Vorjahressieger. Titelverteidiger im Mixed waren Heather Watson und Henri Kontinen.

## Preisgeld
Das Preisgeld betrug in diesem Jahr 31.600.000 Pfund Sterling (etwa 35.719.000 Euro), was einen Anstieg zum Vorjahr von 12 % bedeutete.
Für die dazugehörenden Punkte für die Tennisweltrangliste, siehe die jeweiligen Unterkapitel.
| Erreichte Runde | Einzel      | Doppel*   | Mixed*    |
| --------------- | ----------- | --------- | --------- |
| Sieg            | 2.200.000 £ | 400.000 £ | 100.000 £ |
| Finale          | 1.100.000 £ | 200.000 £ | 50.000 £  |
| Halbfinale      | 550.000 £   | 100.000 £ | 25.000 £  |
| Viertelfinale   | 275.000 £   | 50.000 £  | 12.000 £  |
| Achtelfinale    | 147.000 £   | 26.500 £  | 6.000 £   |
| Dritte Runde    | 90.000 £    | 16.500 £  | 3.000 £   |
| Zweite Runde    | 57.000 £    | 10.750 £  | 1.500 £   |
| Erste Runde     | 35.000 £    |           |           |
| Q3              | 17.500 £    |           |           |
| Q2              | 8.750 £     |           |           |
| Q1              | 4.375 £     |           |           |

* pro Team; Q = Qualifikationsrunde

## Absagen
Vor Turnierbeginn hatten folgende Topspieler, die einen gesetzten Startplatz gehabt hätten, ihre Teilnahme abgesagt:
- Pablo Carreño Busta, Bauchmuskelzerrung[2]
- David Goffin, Knöchelverletzung[3]
- Laura Siegemund, Kreuzbandriss[4]
- Serena Williams, Schwangerschaft[5]

## Herreneinzel
Setzliste
| Nr. | Spieler            | Erreichte Runde |
| --- | ------------------ | --------------- |
| 01. | Andy Murray        | Viertelfinale   |
| 02. | Novak Đoković      | Viertelfinale   |
| 03. | Roger Federer      | Sieg            |
| 04. | Rafael Nadal       | Achtelfinale    |
| 05. | Stan Wawrinka      | 1. Runde        |
| 06. | Milos Raonic       | Viertelfinale   |
| 07. | Marin Čilić        | Finale          |
| 08. | Dominic Thiem      | Achtelfinale    |
| 09. | Kei Nishikori      | 3. Runde        |
| 10. | Alexander Zverev   | Achtelfinale    |
| 11. | Tomáš Berdych      | Halbfinale      |
| 12. | Jo-Wilfried Tsonga | 3. Runde        |
| 13. | Grigor Dimitrow    | Achtelfinale    |
| 14. | Lucas Pouille      | 2. Runde        |
| 15. | Gaël Monfils       | 3. Runde        |
| 16. | Gilles Müller      | Viertelfinale   |

| Nr. | Spieler               | Erreichte Runde |
| --- | --------------------- | --------------- |
| 17. | Jack Sock             | 2. Runde        |
| 18. | Roberto Bautista Agut | Achtelfinale    |
| 19. | Feliciano López       | 1. Runde        |
| 20. | Nick Kyrgios          | 1. Runde        |
| 21. | Ivo Karlović          | 1. Runde        |
| 22. | Richard Gasquet       | 1. Runde        |
| 23. | John Isner            | 2. Runde        |
| 24. | Sam Querrey           | Halbfinale      |
| 25. | Albert Ramos Viñolas  | 3. Runde        |
| 26. | Steve Johnson         | 3. Runde        |
| 27. | Mischa Zverev         | 3. Runde        |
| 28. | Fabio Fognini         | 3. Runde        |
| 29. | Juan Martín del Potro | 2. Runde        |
| 30. | Karen Chatschanow     | 3. Runde        |
| 31. | Fernando Verdasco     | 1. Runde        |
| 32. | Paolo Lorenzi         | 2. Runde        |

## Dameneinzel
Setzliste
| Nr. | Spielerin                    | Erreichte Runde |
| --- | ---------------------------- | --------------- |
| 01. | Angelique Kerber             | Achtelfinale    |
| 02. | Simona Halep                 | Viertelfinale   |
| 03. | Karolína Plíšková            | 2. Runde        |
| 04. | Elina Switolina              | Achtelfinale    |
| 05. | Caroline Wozniacki           | Achtelfinale    |
| 06. | Johanna Konta                | Halbfinale      |
| 07. | Swetlana Kusnezowa           | Viertelfinale   |
| 08. | Dominika Cibulková           | 3. Runde        |
| 09. | Agnieszka Radwańska          | Achtelfinale    |
| 10. | Venus Williams               | Finale          |
| 11. | Petra Kvitová                | 2. Runde        |
| 12. | Kristina Mladenovic          | 2. Runde        |
| 13. | Jeļena Ostapenko             | Viertelfinale   |
| 14. | Garbiñe Muguruza             | Sieg            |
| 15. | Jelena Wesnina               | 2. Runde        |
| 16. | Anastassija Pawljutschenkowa | 1. Runde        |

| Nr. | Spielerin            | Erreichte Runde |
| --- | -------------------- | --------------- |
| 17. | Madison Keys         | 2. Runde        |
| 18. | Anastasija Sevastova | 2. Runde        |
| 19. | Timea Bacsinszky     | 3. Runde        |
| 20. | Daria Gavrilova      | 1. Runde        |
| 21. | Caroline Garcia      | Achtelfinale    |
| 22. | Barbora Strýcová     | 2. Runde        |
| 23. | Kiki Bertens         | 1. Runde        |
| 24. | Coco Vandeweghe      | Viertelfinale   |
| 25. | Carla Suárez Navarro | 2. Runde        |
| 26. | Mirjana Lučić-Baroni | 1. Runde        |
| 27. | Ana Konjuh           | Achtelfinale    |
| 28. | Lauren Davis         | 1. Runde        |
| 29. | Darja Kassatkina     | 2. Runde        |
| 30. | Zhang Shuai          | 1. Runde        |
| 31. | Roberta Vinci        | 1. Runde        |
| 32. | Lucie Šafářová       | 2. Runde        |

## Herrendoppel
Setzliste
| Nr. | Paarung                              | Erreichte Runde |
| --- | ------------------------------------ | --------------- |
| 01. | Henri Kontinen John Peers            | Halbfinale      |
| 02. | Pierre-Hugues Herbert Nicolas Mahut  | 2. Runde        |
| 03. | Jamie Murray Bruno Soares            | 2. Runde        |
| 04. | Łukasz Kubot Marcelo Melo            | Sieg            |
| 05. | Bob Bryan Mike Bryan                 | 2. Runde        |
| 06. | Ivan Dodig Marcel Granollers         | Achtelfinale    |
| 07. | Raven Klaasen Rajeev Ram             | Achtelfinale    |
| 08. | Rohan Bopanna Édouard Roger-Vasselin | 2. Runde        |

| Nr. | Paarung                            | Erreichte Runde |
| --- | ---------------------------------- | --------------- |
| 09. | Jean-Julien Rojer Horia Tecău      | 1. Runde        |
| 10. | Ryan Harrison Michael Venus        | Viertelfinale   |
| 11. | Feliciano López Marc López         | 1. Runde        |
| 12. | Juan Sebastián Cabal Robert Farah  | 2. Runde        |
| 13. | Fabrice Martin Daniel Nestor       | 2. Runde        |
| 14. | Florin Mergea Aisam-ul-Haq Qureshi | Achtelfinale    |
| 15. | Julio Peralta Horacio Zeballos     | 2. Runde        |
| 16. | Oliver Marach Mate Pavić           | Finale          |

## Damendoppel
Setzliste
| Nr. | Paarung                              | Erreichte Runde |
| --- | ------------------------------------ | --------------- |
| 01. | Bethanie Mattek-Sands Lucie Šafářová | 2. Runde        |
| 02. | Jekaterina Makarowa Jelena Wesnina   | Sieg            |
| 03. | Chan Yung-jan Martina Hingis         | Viertelfinale   |
| 04. | Tímea Babos Andrea Hlaváčková        | Achtelfinale    |
| 05. | Lucie Hradecká Kateřina Siniaková    | Achtelfinale    |
| 06. | Abigail Spears Katarina Srebotnik    | 1. Runde        |
| 07. | Julia Görges Barbora Strýcová        | Achtelfinale    |
| 08. | Ashleigh Barty Casey Dellacqua       | Viertelfinale   |

| Nr. | Paarung                                    | Erreichte Runde |
| --- | ------------------------------------------ | --------------- |
| 09. | Chan Hao-ching Monica Niculescu            | Finale          |
| 10. | Gabriela Dabrowski Xu Yifan                | 1. Runde        |
| 11. | Raquel Atawo Jeļena Ostapenko              | 1. Runde        |
| 12. | Anna-Lena Grönefeld Květa Peschke          | Halbfinale      |
| 13. | Kirsten Flipkens Sania Mirza               | Achtelfinale    |
| 14. | Kiki Bertens Johanna Larsson               | 1. Runde        |
| 15. | Andreja Klepač María José Martínez Sánchez | Achtelfinale    |
| 16. | Eri Hozumi Miyu Katō                       | 1. Runde        |

## Mixed
Setzliste
| Nr. | Paarung                                  | Erreichte Runde |
| --- | ---------------------------------------- | --------------- |
| 01. | Jamie Murray Martina Hingis              | Sieg            |
| 02. | Bruno Soares Jelena Wesnina              | Halbfinale      |
| 03. | Łukasz Kubot Chan Yung-jan               | Rückzug         |
| 04. | Ivan Dodig Sania Mirza                   | Achtelfinale    |
| 05. | Édouard Roger-Vasselin Andrea Hlaváčková | 2. Runde        |
| 06. | Rajeev Ram Casey Dellacqua               | 2. Runde        |
| 07. | Raven Klaasen Katarina Srebotnik         | 2. Runde        |
| 08. | Jean-Julien Rojer Chan Hao-ching         | 2. Runde        |

| Nr. | Paarung                                  | Erreichte Runde |
| --- | ---------------------------------------- | --------------- |
| 09. | Juan Sebastián Cabal Abigail Spears      | Achtelfinale    |
| 10. | Rohan Bopanna Gabriela Dabrowski         | Viertelfinale   |
| 11. | Daniel Nestor Andreja Klepač             | Achtelfinale    |
| 12. | Maks Mirny Jekaterina Makarowa           | Achtelfinale    |
| 13. | Aisam-ul-Haq Qureshi Anna-Lena Grönefeld | 2. Runde        |
| 14. | Marcin Matkowski Květa Peschke           | 2. Runde        |
| 15. | Michael Venus Barbora Krejčíková         | Achtelfinale    |
| 16. | Roman Jebavý Lucie Hradecká              | Achtelfinale    |

## Junioreneinzel
Setzliste
| Nr. | Spieler                     | Erreichte Runde |
| --- | --------------------------- | --------------- |
| 01. | Corentin Moutet             | Halbfinale      |
| 02. | Wu Yibing                   | Viertelfinale   |
| 03. | Zsombor Piros               | 1. Runde        |
| 04. | Hsu Yu-hsiou                | 1. Runde        |
| 05. | Yūta Shimizu                | 2. Runde        |
| 06. | Marko Miladinović           | 2. Runde        |
| 07. | Trent Bryde                 | 1. Runde        |
| 08. | Alejandro Davidovich Fokina | Sieg            |

| Nr. | Spieler                    | Erreichte Runde |
| --- | -------------------------- | --------------- |
| 09. | Rudi Molleker              | 2. Runde        |
| 10. | Oliver Crawford            | Achtelfinale    |
| 11. | Jurij Rodionov             | Viertelfinale   |
| 12. | Yshai Oliel                | 2. Runde        |
| 13. | Thiago Seyboth Wild        | 1. Runde        |
| 14. | Zizou Bergs                | 1. Runde        |
| 15. | Duarte Vale                | 1. Runde        |
| 16. | Juan Pablo Grassi Mazzuchi | 2. Runde        |

## Juniorinneneinzel
Setzliste
| Nr. | Spielerin        | Erreichte Runde |
| --- | ---------------- | --------------- |
| 01. | Kayla Day        | Viertelfinale   |
| 02. | Whitney Osuigwe  | Viertelfinale   |
| 03. | Claire Liu       | Sieg            |
| 04. | Jelena Rybakina  | 1. Runde        |
| 05. | Marta Kostjuk    | 2. Runde        |
| 06. | Carson Branstine | Viertelfinale   |
| 07. | Taylor Johnson   | 1. Runde        |
| 08. | Emily Appleton   | 2. Runde        |

| Nr. | Spielerin                   | Erreichte Runde |
| --- | --------------------------- | --------------- |
| 09. | María Camila Osorio Serrano | Achtelfinale    |
| 10. | Wang Xinyu                  | Achtelfinale    |
| 11. | Olga Danilović              | 1. Runde        |
| 12. | Mai Hontama                 | Achtelfinale    |
| 13. | Wang Xiyu                   | 1. Runde        |
| 14. | Sofia Sewing                | Viertelfinale   |
| 15. | Zeel Desai                  | Achtelfinale    |
| 16. | Liang En-shuo               | Achtelfinale    |

## Juniorendoppel
Setzliste
| Nr. | Paarung                         | Erreichte Runde |
| --- | ------------------------------- | --------------- |
| 01. | Zsombor Piros Wu Yibing         | 2. Runde        |
| 02. | Axel Geller Hsu Yu-hsiou        | Sieg            |
| 03. | Jurij Rodionov Michael Vrbenský | Finale          |
| 04. | Rudi Molleker Emil Ruusuvuori   | Rückzug         |

| Nr. | Paarung                                   | Erreichte Runde |
| --- | ----------------------------------------- | --------------- |
| 05. | Gianni Ross Thiago Seyboth Wild           | 1. Runde        |
| 06. | Alafia Ayeni Trent Bryde                  | 2. Runde        |
| 07. | Marko Miladinović Tseng Chun-hsin         | 1. Runde        |
| 08. | Sebastián Báez Juan Pablo Grassi Mazzuchi | 1. Runde        |

## Juniorinnendoppel
Setzliste
| Nr. | Paarung                        | Erreichte Runde |
| --- | ------------------------------ | --------------- |
| 01. | Carson Branstine Marta Kostjuk | Halbfinale      |
| 02. | Taylor Johnson Claire Liu      | Viertelfinale   |
| 03. | Kayla Day Katie Swan           | Achtelfinale    |
| 04. | Caty McNally Whitney Osuigwe   | Finale          |

| Nr. | Paarung                       | Erreichte Runde |
| --- | ----------------------------- | --------------- |
| 05. | Wang Xinyu Wang Xiyu          | Achtelfinale    |
| 06. | Mai Hontama Yūki Naitō        | Achtelfinale    |
| 07. | Amina Anschba Jelena Rybakina | Achtelfinale    |
| 08. | Emiliana Arango Ellie Douglas | Viertelfinale   |

## Herreneinzel-Rollstuhl
Setzliste
| Nr. | Spieler           | Erreichte Runde |
| --- | ----------------- | --------------- |
| 01. | Gordon Reid       | Erste Runde     |
| 02. | Gustavo Fernández | Finale          |

## Dameneinzel-Rollstuhl
Setzliste
| Nr. | Spielerin       | Erreichte Runde |
| --- | --------------- | --------------- |
| 01. | Jiske Griffioen | Erste Runde     |
| 02. | Yui Kamiji      | Halbfinale      |

## Herrendoppel-Rollstuhl
Setzliste
| Nr. | Paarung                        | Erreichte Runde |
| --- | ------------------------------ | --------------- |
| 01. | Stéphane Houdet Nicolas Peifer | Finale          |
| 02. | Alfie Hewett Gordon Reid       | Sieg            |

## Damendoppel-Rollstuhl
Setzliste
| Nr. | Paarung                        | Erreichte Runde |
| --- | ------------------------------ | --------------- |
| 01. | Jiske Griffioen Aniek van Koot | Halbfinale      |
| 02. | Marjolein Buis Diede de Groot  | Finale          |